# Green (raper)
Green właściwie Adam Ciesielski (ur. 16 czerwca 1988 w Brzezinach) – polski raper. Członek zespołów Phonoloftaleina i Fraktal. Prowadzi również solową działalność artystyczną. Green współpracował ponadto z takimi wykonawcami jak: Enter, Flint, Kuz, Na Pół Etatu, Pjentak, Jaca, Proceente, Quiz, SB oraz O.S.T.R.

## Dyskografia
Albumy solowe
| Rok                        | Album                                                                                       | Pozycja na liście |
| Rok                        | Album                                                                                       | POL               |
| -------------------------- | ------------------------------------------------------------------------------------------- | ----------------- |
| 2010                       | Kryptonim monolog - Data: 13 września 2010 - Wydawca: Aloha Entertainment                   | –                 |
| 2013                       | Buntownicy i lojaliści - Data: 19 kwietnia 2013 - Wydawca: Aloha Entertainment/Step Records | 22                |
| 2025                       | Profesor Amnezja - Data: 25 marca 2025 - Wydawca: Aloha Entertainment                       |                   |
| „–” album nie był notowany |                                                                                             |                   |

## Teledyski
| Rok  | Tytuł                     | Reżyseria/Realizacja           | Źródło |
| ---- | ------------------------- | ------------------------------ | ------ |
| 2010 | „Nie gram”                | Jan Gazicki, Robert Wróblewski | [ 8 ]  |
| 2010 | „Kryptonim monolog”       | SneczUnikaty                   | [ 9 ]  |
| 2013 | „Dorośli”                 | Dobrekino Studio               | [ 10 ] |
| 2013 | „Więcej niż nic”          | Dobrekino Studio               | [ 11 ] |
| 2025 | „Ostatni” (gośc. DJ Haem) | Damian Michalak                | [ 12 ] |

## Nagrody i wyróżnienia
| Rok  | Konkurs                 | Kategoria  | Uwagi      | Źródło |
| ---- | ----------------------- | ---------- | ---------- | ------ |
| 2006 | Wielka Bitwa Warszawska | finał      | 5. miejsce | [ 13 ] |
| 2006 | Wielka Bitwa Warszawska | eliminacje | 1. miejsce | [ 13 ] |
| 2006 | Wielka Bitwa Warszawska | eliminacje | 3. miejsce | [ 13 ] |
| 2008 | Wielka Bitwa Warszawska | finał      | 5. miejsce | [ 13 ] |
| 2008 | Wielka Bitwa Warszawska | eliminacje | 2. miejsce | [ 13 ] |
| 2009 | Wielka Bitwa Warszawska | finał      | 5. miejsce | [ 13 ] |
| 2009 | Wielka Bitwa Warszawska | eliminacje | 2. miejsce | [ 13 ] |
| 2009 | Wielka Bitwa Warszawska | eliminacje | 3. miejsce | [ 13 ] |